# Руво-ди-Пулья
Руво-ди-Пулья (итал. Ruvo di Puglia) — коммуна в Италии, располагается в регионе Апулия, в провинции Бари.
Население составляет 25 809 человек (2008 г.), плотность населения составляет 117 чел./км². Занимает площадь 221 км². Почтовый индекс — 70037. Телефонный код — 080.
Покровителем коммуны почитаются  священномученик Власий Севастийский, празднование 3 февраля, святитель Клет, папа Римский.

## Демография
Динамика населения:

## Администрация коммуны
- Официальный сайт: www.comune.ruvodipuglia.ba.it